# Ludwig Ferdinand Schnorr von Carolsfeld

Porträt Wallenstein, 1823

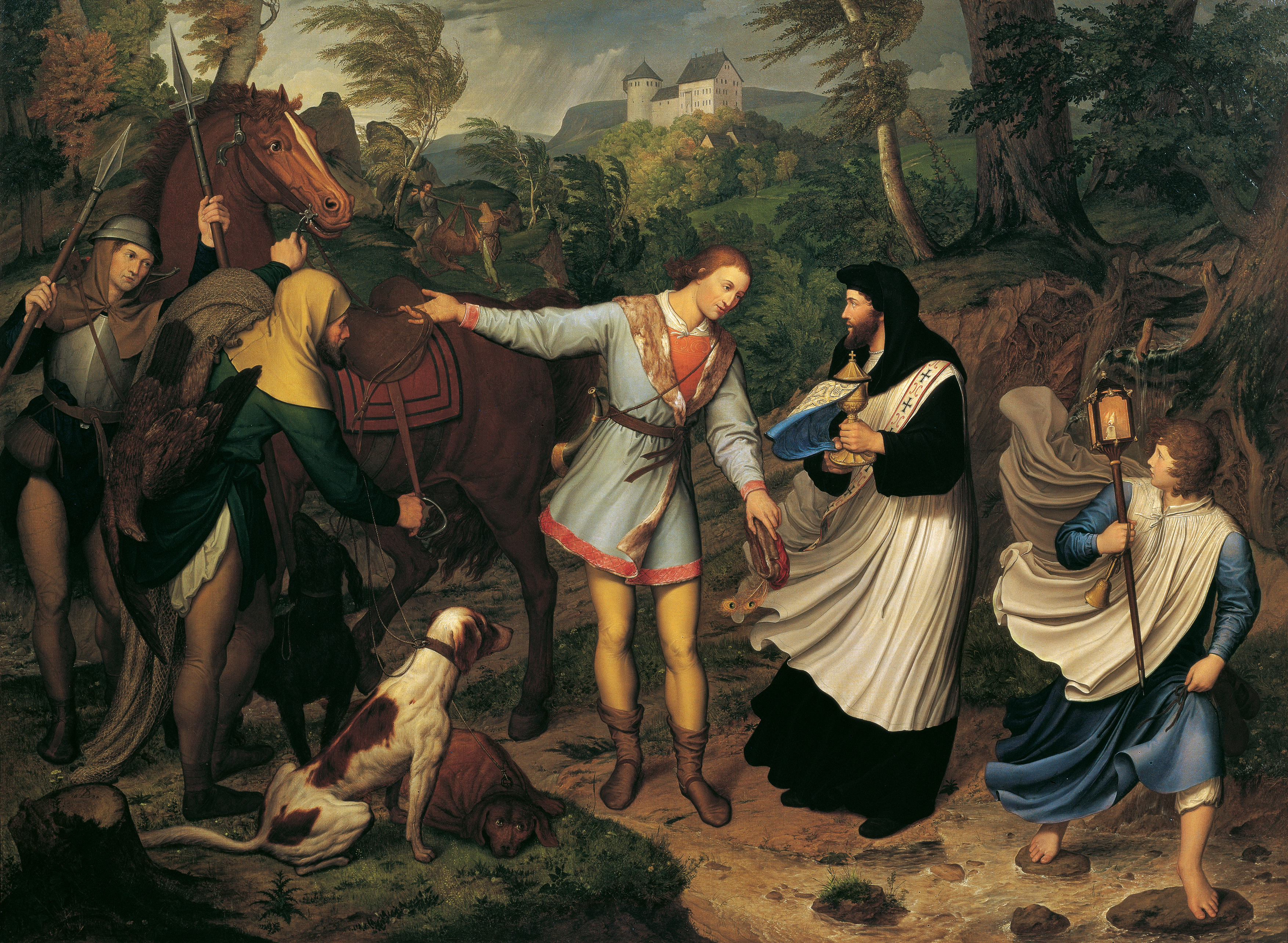
Rudolf von Habsburg und der Priester, 1828, Belvedere, Wien

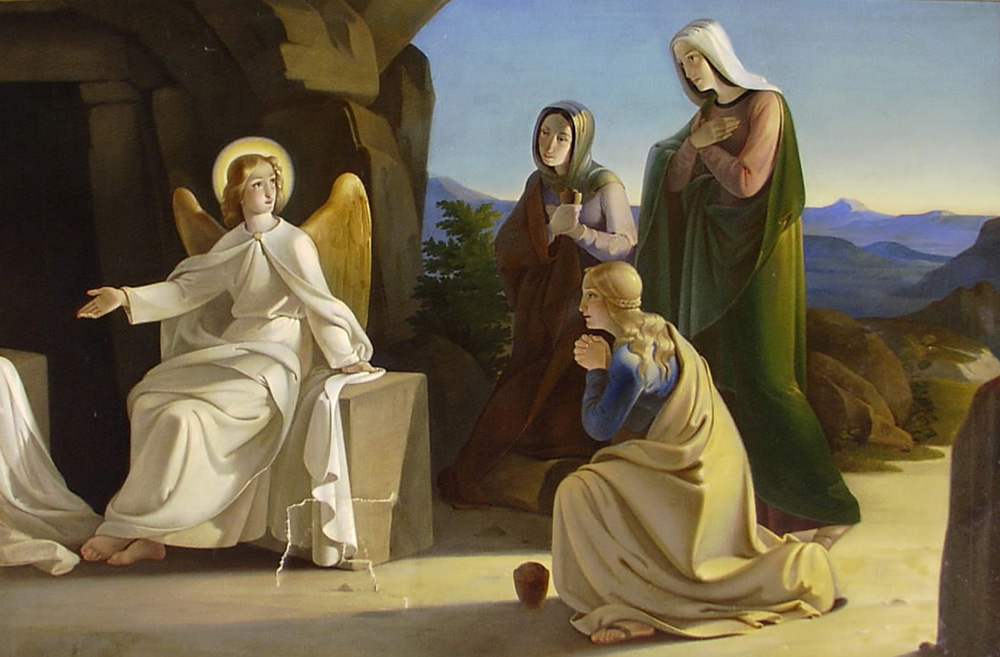
Die drei Marien am Grab Jesu, um 1835

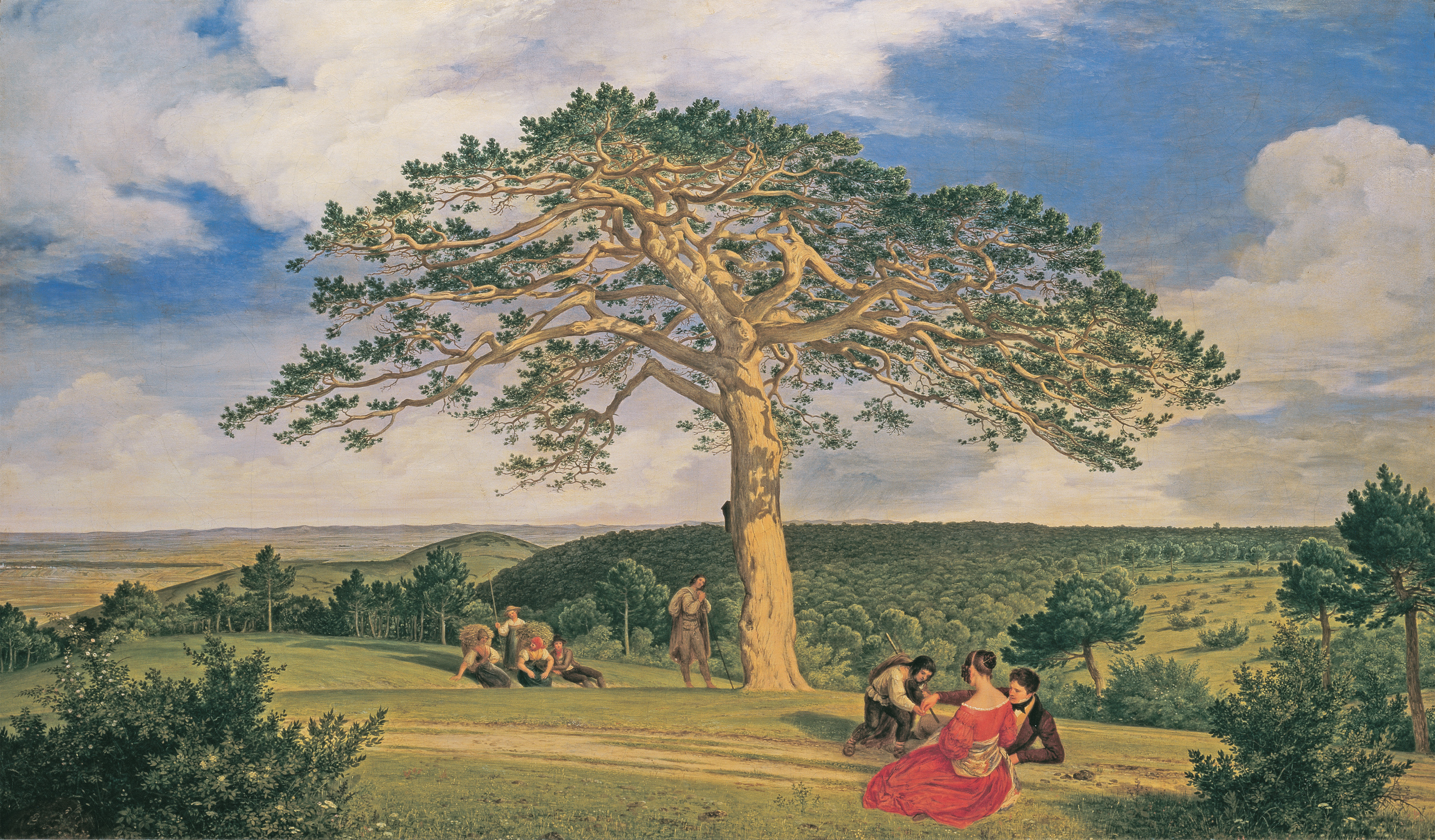
Die breite Föhre nächst der Brühl bei Mödling, 1838, Belvedere, Wien

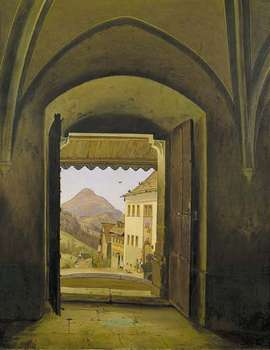
Blick aus der Kirche in Annaberg auf den Ötscher, 1842

Ludwig Ferdinand Schnorr von Carolsfeld (* 11. Oktober 1788 in Königsberg; † 13. April 1853 in Wien) war ein Maler, Radierer und Lithograf der deutschen Romantik.

## Leben
Ludwig Ferdinand Schnorr von Carolsfeld war Sohn und Schüler des Malers Veit Hanns Schnorr von Carolsfeld, der 1801 Johann Gottfried Seume auf seinem „Spaziergang nach Syrakus“ bis Wien begleitete. Sein jüngerer Bruder war der Maler Julius Schnorr von Carolsfeld (1794–1872); sein Neffe war der Opernsänger Ludwig Schnorr von Carolsfeld (1836–1865).
1804 wurde Ludwig Ferdinand Schnorr von Carolsfeld als Student in die k.k. Wiener Kunstakademie bei Heinrich Friedrich Füger aufgenommen, den der Vater 1801 kennengelernt hatte. Er schloss sich einem Kreis von Akademiestudenten um Friedrich Overbeck an, die neue Wege abseits der streng formalen, klassizistisch geprägten Ideale des Akademiebetriebs suchten. Die Bestrebungen dieser jungen Künstler mündeten schließlich in eine neue Kunstrichtung, die nazarenische Kunst. Im Gegensatz zu Overbeck und anderen vermied jedoch Schnorr von Carolsfeld den endgültigen Bruch mit der Akademie, trat nicht dem von den anderen Künstlern gegründeten Lukasbund bei, und blieb in Wien sesshaft. Sein Förderer wurde zunächst Herzog Albert von Sachsen-Teschen. Enge Beziehungen pflegte Schnorr von Carolsfeld mit den katholischen Romantikern Zacharias Werner und Friedrich von Schlegel. Gemeinsam mit Schlegel war Schnorr von Carolsfeld auch als Magnetiseur tätig. Diese praktischen Erfahrungen fanden zudem Niederschlag in seiner Kunst.
Um 1808 gehörte er zum Freundeskreis der Musikerin Therese Malfatti und ihrer Familie und zeichnete Porträts von Ludwig van Beethoven und dessen Freund Ignaz von Gleichenstein.
Am 23. September 1812 heiratete er in Wien die aus Schlesien gebürtige Karoline von Jankwitz. 1818 scheiterte eine Bewerbung Schnorr von Carolsfelds um die Direktorenstelle der Wiener Akademie am Widerstand des Fürsten Metternich, des Kurators der Akademie, dem Schnorr von Carolsfeld wegen seiner künstlerischen und persönlichen Nähe zu den Lukasbrüdern suspekt war. Er erlangte jedoch eine Anstellung beim Erzherzog Johann und gestaltete dessen Landgut Brandhof in den Jahren bis 1828 künstlerisch aus. 1821 wurde er Lehrer von Moritz von Schwind. Im gleichen Jahr konvertierte er zur römisch-katholischen Kirche.
Schnorr von Carolsfeld absolvierte Studienreisen nach Süddeutschland, in die Schweiz und nach Paris (1834), und nach Norddeutschland (1837). Durch die Förderung des Erzherzogs kam er in Verbindung zur kaiserlichen Familie und erhielt auch von dort Aufträge. 1835 wurde er, dank der Fürsprache des Erzherzogs und dank der Tatsache, dass sich die romantische Kunst überall in Deutschland durchzusetzen begann, doch noch Mitglied der Wiener Akademie. Ab 1841 war er Kustos der k.k. Gemäldegalerie im Belvedere.
Im Jahr 1937 wurde in Wien-Floridsdorf (21. Bezirk) die Schnorrgasse nach ihm und seinem Bruder Julius Schnorr benannt.
Sein Grab befindet sich im Gräberhain des Favoritner Waldmüllerparks.

## Werke (Auswahl)
In seinen ersten Jahren malte Schnorr von Carolsfeld vor allem religiöse Werke. Ab 1820 schuf er zahlreiche Landschafts- und Historienbilder und Porträts der kaiserlichen Familie. Sein 1833 gemaltes Bild Sturz vom Felsen, in dem ein eng umklammertes Paar als letzte Flucht vor seinen Häschern den Sturz in den tödlichen Abgrund wählt, gilt als Inbegriff romantischer Todeserotik.
- Porträt Albrecht Wenzel Eusebius Wallenstein (Heeresgeschichtliches Museum, Wien), Öl auf Leinwand, 79 × 63 cm[3]
- Porträt Johann von Aldringen (Heeresgeschichtliches Museum, Wien), Öl auf Leinwand, 79×63 cm
- Cäcilia Tschudi als Walküre, Privatbesitz Jost Hermand, 1813, Öl auf Leinwand
- Bildnis einer jungen Frau mit zerbrochenem Ring (Wien Museum), 1820, Öl auf Leinwand, 95,5×73 cm
- Hl. Georg als Drachentöter (Wien, Kirche St. Georg im Kahlenbergerdorf), 1826, Hochaltarbild
- Rudolf von Habsburg und der Priester (Wien, Österreichische Galerie Belvedere), 1828, Öl auf Leinwand
- Mitarbeit an Titelkupfern zu Goethes Ausgabe letzter Hand. Friedrich Fleischer, Leipzig 1828–34. Digitalisat HAAB Weimar.
- Titelvignetten zur autorisierten Ausgabe von Goethes Werken im Wiener Verlag Kaulfuß und Armbruster (26 Bände, 1816–21). Stecher war Carl Heinrich Rahl.[4]
- Erlkönig (München, Schack-Galerie), um 1830–35
- Die drei Marien am Grabe Jesu (Georgetown University Art Collection), um 1835, Öl auf Leinwand
- Der auferstandene Christus (Privatbesitz), 1837, Öl auf Leinwand
- Die breite Föhre nächst der Brühl bei Mödling (Wien, Österreichische Galerie Belvedere), 1838, Öl auf Leinwand, 66×112 cm
- Die Speisung der Fünftausend (Wien, Mechitaristenkloster), 1839
- Blick aus der Kirche in Annaberg auf den Ötscher (Wuppertal, Von der Heydt-Museum), 1842, Öl auf Leinwand, 55,5×45 cm
- Der Besuch in der Mühle (Salzburg, Residenzgalerie)